# Supercupa României 1994
Supercupa României 1994 a fost prima ediție a Supercupei României și s-a jucat între Steaua București și Gloria Bistrița.
| 20 august 1994 18:00 | Steaua București | 1 - 0    | Gloria Bistrița | Stadionul Național Spectatori: 5.000 Arbitru: Ion Crăciunescu (Râmnicu-Vâlcea) |
| 20 august 1994 18:00 | Marian Popa 108' | (Raport) |                 | Stadionul Național Spectatori: 5.000 Arbitru: Ion Crăciunescu (Râmnicu-Vâlcea) |

| Steaua București | Gloria Bistrița |

| STEAUA BUCUREȘTI: |    |                   |     |     |      |                 |
|                   |    |                   |     |     |      |                 |
| P                 | 1  | Dumitru Stângaciu |     |     |      |                 |
| FD                | 2  | Aurel Panait      | 68' |     |      |                 |
| FC                | 6  | Daniel Prodan     |     |     |      |                 |
| FC                | 4  | Anton Doboș       |     |     |      |                 |
| MS                | 11 | Ilie Stan         |     |     |      |                 |
| MC                | 3  | Ionel Pârvu       |     |     |      |                 |
| MD                | 5  | Constantin Gâlcă  |     |     |      |                 |
| MO                | 10 | Basarab Panduru   |     |     |      |                 |
| MO                | 8  | Damian Militaru   |     |     |      |                 |
| A                 | 7  | Marius Lăcătuș    |     |     |      |                 |
| A                 | 9  | Adrian Ilie       |     | 83' |      |                 |
| Rezerve:          |    |                   |     |     |      |                 |
| A                 | –– | Laurențiu Roșu    |     | 68' |      |                 |
| A                 | -- | Marian Popa       |     | 83' | 108' | Cartonaș galben |
| Antrenor:         |    |                   |     |     |      |                 |
| Dumitru Dumitriu  |    |                   |     |     |      |                 |

| GLORIA BISTRIȚA:   |    |                  |                 |
|                    |    |                  |                 |
| P                  | 1  | Costel Câmpeanu  |                 |
| FS                 | 2  | Dorel Zegrean    | Cartonaș galben |
| F                  | 3  | Valer Săsărman   |                 |
| F                  | 6  | Simion Mironaș   |                 |
| FD                 | 7  | Cornel Sevastița |                 |
| M                  | 5  | Mihai Tararache  |                 |
| M                  | 4  | Gabriel Cristea  |                 |
| M                  | 8  | Marius Răduță    |                 |
| A                  | 10 | Florin Stancu    | Cartonaș galben |
| A                  | 9  | Ilie Lazăr       |                 |
| A                  | 11 | Dănuț Matei      |                 |
| Rezerve:           |    |                  |                 |
| Antrenor:          |    |                  |                 |
| Constantin Cârstea |    |                  |                 |

| Oficialii meciului - Arbitri asistenți: : - Ilie Coț (Ploiești) - Nicolae Grigorescu (Timișoara) - Al patrulea oficial: Jucătorul meciului | Reguli - 90 minute - 30 minute de prelungire (două reprize de 15 minute) - Lovituri de departajare dacă scorul este egal după 120 de minute - Șapte jucători pe banca de rezervă - Maxim trei înlocuiri |